# 난데이너 센

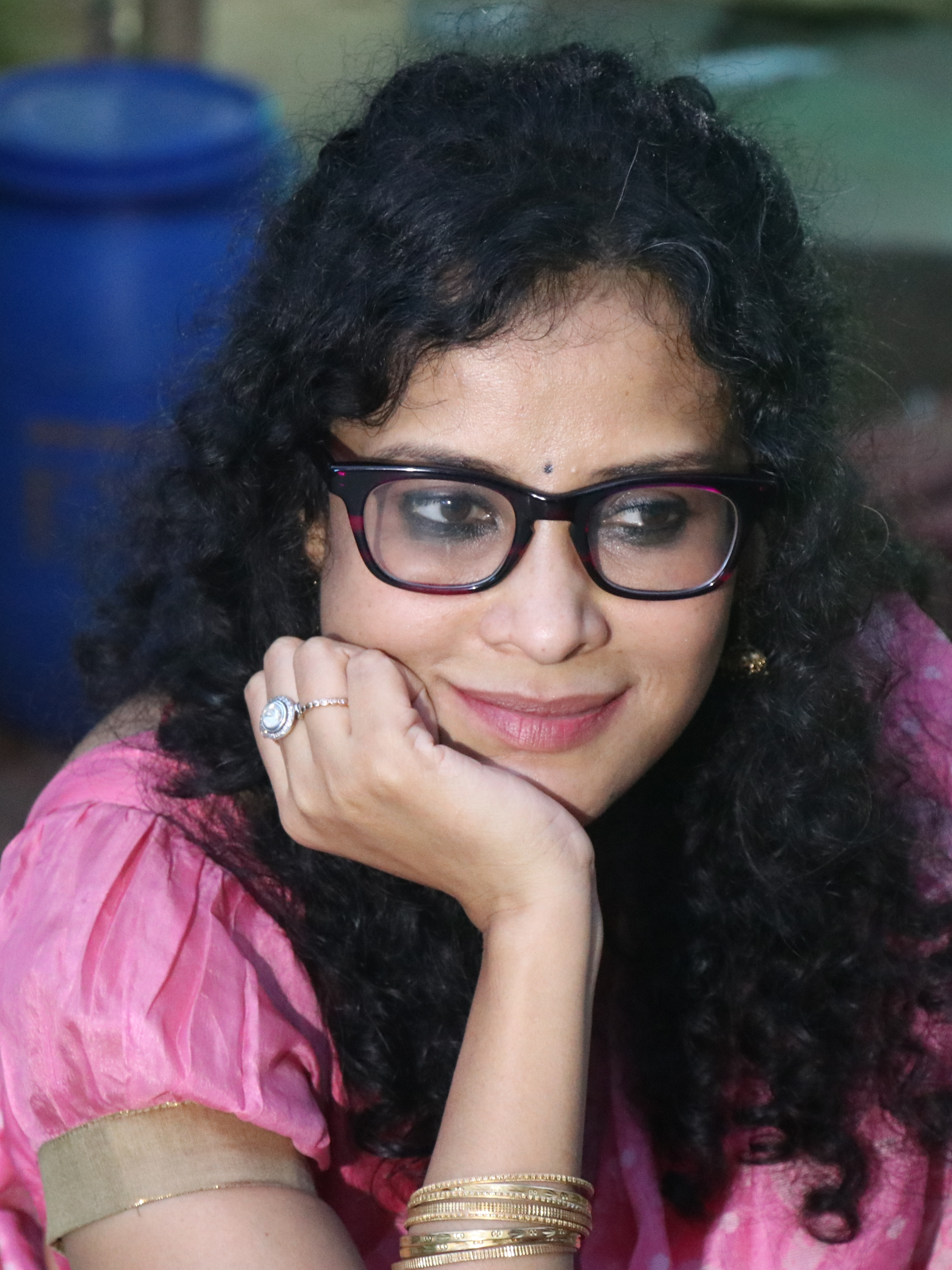

난데이너 센(Nandana Sen, 1967년 8월 19일 ~ )은 인도의 배우, 각본가, 영화 프로듀서이다.
콜카타에서 태어났다.

## 영화
- 포레스트 (2009년)
- 샤프의 위험 (2008년)
- 메리골드 (2007년)
- 월드 언씬 (2007년)
- 워 위딘 (2005년)
- 블랙 (2005년) - 사라 맥널리 역